# Koninkrijk Italië (1805-1814)
Het koninkrijk Italië was een Noord-Italiaanse vazalstaat van Frankrijk die bestond van 31 maart 1805 tot 1814. Het territorium van dit koninkrijk besloeg de voormalige Italiaanse Republiek (eerder Cisalpijnse Republiek), de Ligurische Republiek en de in 1797 verdwenen Republiek Venetië (inclusief Dalmatië, Istrië en de Ionische Eilanden). De hoofdstad was Milaan.
De koning van deze staat was Napoleon Bonaparte, tevens keizer van Frankrijk. Aanvankelijk had hij zijn broer Jozef als koning willen installeren, maar deze weigerde. Napoleon werd op 26 mei 1805 in de dom van Milaan tot koning gekroond. Aangezien hij echter normaliter ofwel in Frankrijk verbleef ofwel op veldtocht was, benoemde hij op 7 juni zijn stiefzoon Eugène de Beauharnais tot onderkoning.
Bij de Vrede van Presburg (22 december 1805), die Derde Coalitieoorlog beëindigde voor het Keizerrijk Oostenrijk, moesten de Oostenrijkers de Venetiaanse Provincie afstaan aan het Koninkrijk Italië en die staat erkennen. De overdracht van de provincie, dat het oostelijk deel was van de voormalige Republiek Venetië, vond plaats op 1 mei 1806.
In 1813 kwam Napoleons macht steeds meer onder druk te staan en na de Slag bij Leipzig werden Eugènes troepen door de Oostenrijkers verslagen. Toen hij op 16 april 1814 vernam dat Napoleon tien dagen eerder troonsafstand had gedaan sloot hij een wapenstilstand en gaf zich over. De Oostenrijkers marcheerden zonder tegenstand Milaan binnen. Napoleon trad af als koning van Italië met het Verdrag van Fontainebleau (1814).
Italië werd bij het Congres van Wenen opnieuw ingedeeld (1815). Het koninkrijk Italië ging grotendeels op in het Oostenrijkse koninkrijk Lombardije-Venetië.
- Bibliothèque nationale de France: cb16507012j (data)
- Gemeinsame Normdatei: 1215281161
- Library of Congress Control Number: n83009473
- Nationale Bibliotheek van Israël: 987007307185005171
- Nationale en Universitaire bibliotheek Zagreb: 000776749
- Système universitaire de documentation: 237014181
- Virtual International Authority File: 129038493
- WorldCat: E39PBJtcC8b4WQtDDqjMDwhfv3